# Zone boschive e boscaglie dell'altopiano della penisola araba

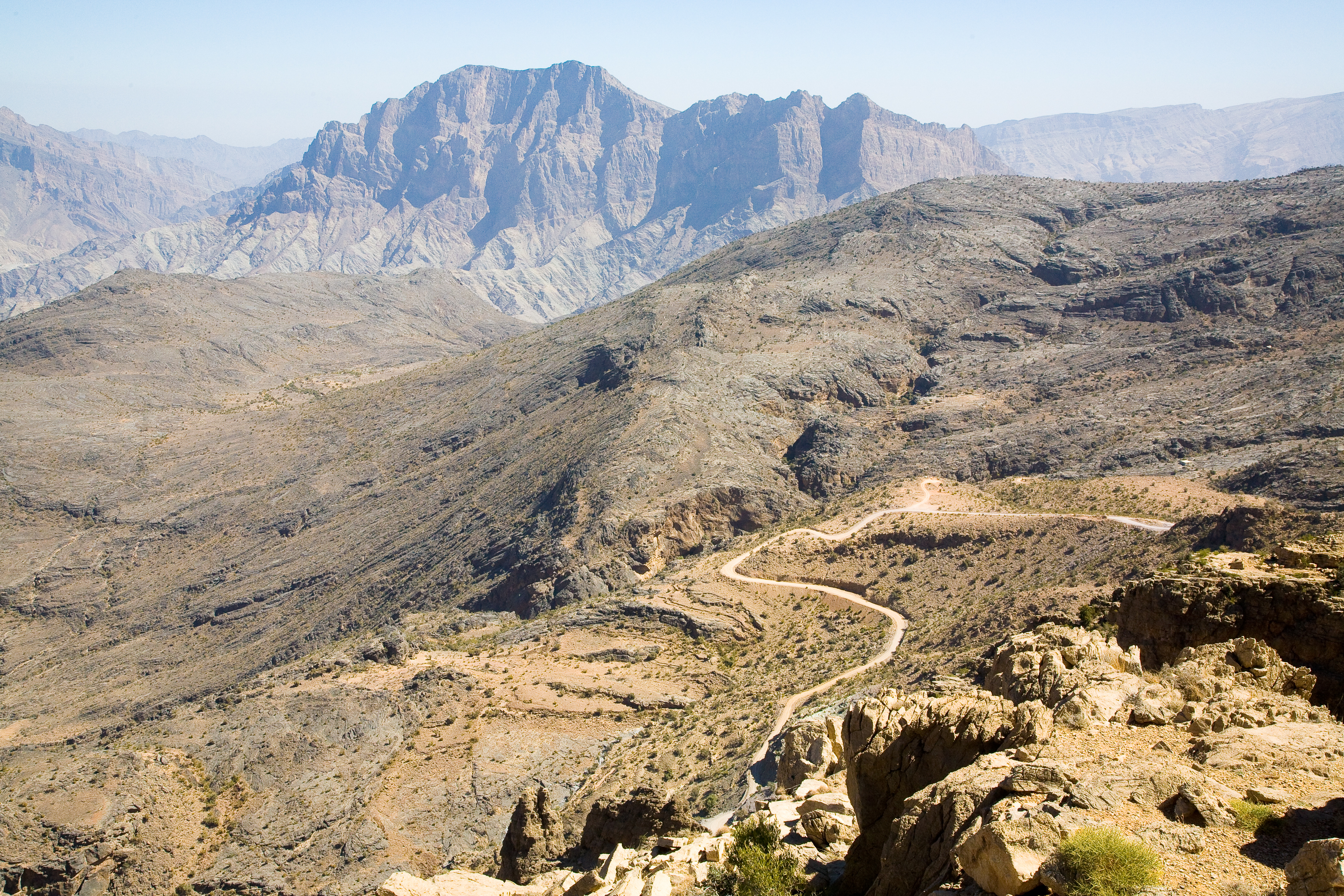
Monti Ḥajar

Le Zone boschive e boscaglie dell'altopiano della penisola araba sono una ecoregione globale che fa parte della lista Global 200 delle ecoregioni prioritarie per la conservazione definita dal WWF. Appartiene al bioma Deserti e macchia xerofila della regione afrotropicale. Interessa l'area della penisola arabica sud-occidentale, meridionale e sud-orientale. Lo stato di conservazione della regione è considerato vulnerabile.

## Territorio
La regione si estende su un'area di circa 470000 km² lungo la costa centro-meridionale della penisola arabica.
È composta da tre zone: 
- zona sud-occidentale;
- zona meridionale;
- zona sud-orientale.

La zona sud-occidentale comprende l'area dei monti dell'Asir a nord fino agli altopiani occidentali dello Yemen a sud, caratterizzata da ripide scarpate che scendono rapidamente verso la costa del Mar Rosso. Nella regione si trovano montagne che superano i 3000 m, tra cui il Jabal an Nabi Shu'ayb che, con i suoi 3660 m, è la montagna più alta dello Yemen e dell'intera penisola araba.
La zona meridionale è composta da una zona di medie altitudini di savana pedemontana che sfuma nella zona desertica costiera nebbiosa della penisola arabica meridionale.
La zona sud-orientale è costituita dalle boscaglie che occupano le pendici dei Monti Ḥajar che scorrono per circa 500 km paralleli alla costa del Golfo di Oman, dal confine dell'Oman con gli Emirati Arabi fino quasi alla città di Sur sulla costa meridionale dell'Oman.

### Stati
L'ecoregione interessa quattro paesi della penisola arabica:
- Arabia Saudita;
- Yemen;
- Oman;
- Emirati Arabi Uniti.

### Ecoregioni
L'ecoregione è composta da 4 ecoregioni terrestri:
- AT1320 - Savana pedemontana dell'Arabia sud-occidentale
- AT1321 - Boscaglie montane dell'Arabia sud-occidentale
- AT1302 - Deserto costiero nebbioso della penisola arabica
- AT0801 - Boscaglie montane dei monti Al Hajar al Gharbi

## Flora

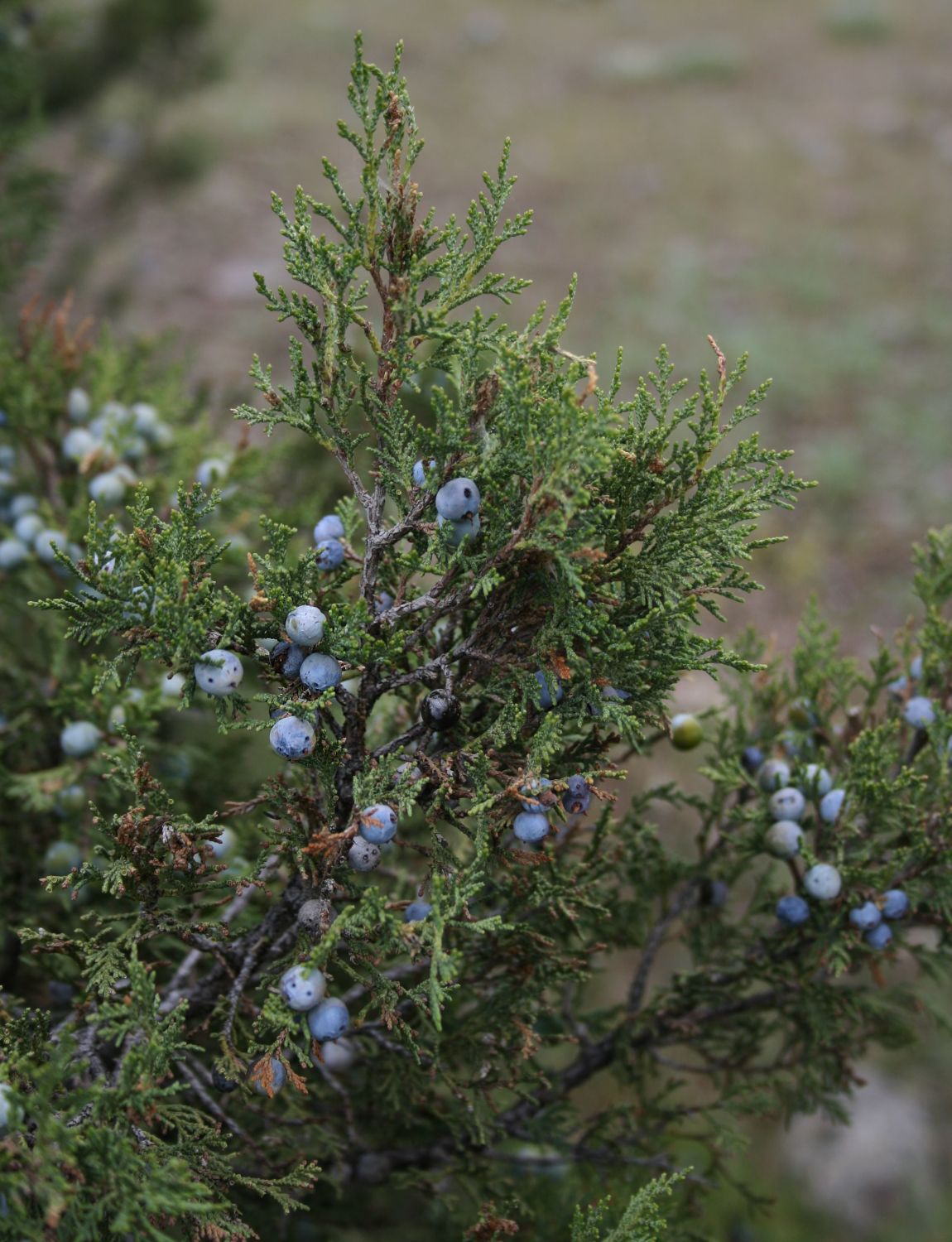
Juniperus excelsa

La flora dell'Arabia sud-occidentale ha forti affinità con quella di alcune parti dell'Africa orientale. Degni di particolare nota sono i boschi di Juniperus procera a quote superiori a 2500 m sulle montagne dell'Asir e sulle scarpate del Jabal Bura e Jabal Melhan nello Yemen nord-occidentale. Nell'estremità meridionale dell'ecoregione, a sud di Taʿizz nello Yemen, l'area montuosa di Hujariyah è probabilmente quella più ricca dal punto di vista floristico. Qui, in un'area di 100×100 km, si possono trovare 99 dei 357 endemismi dell'Arabia continentale.
Nella zona costiera meridionale, nonostante piova raramente, la nebbia fornisce umidità sufficiente per nutrire una vasta gamma di praterie, boscaglie e fitta savana alberata. Vi sono oltre sessanta Specie locale di piante. La vegetazione varia progressivamente allontanandosi dalla costa, dove si sviluppa una fitta savana alberata di Anogeissus dhofarica, Senegalia senegal e vari alberi e arbusti spinosi del genere Commiphora.
Nella zona orientale dei Monti Ḥajar si ha una vegetazione piuttosto variegata, che si diversifica in funzione dell'altitudine. Negli uadi alle quote inferiori crescono Paliurus spina-christi, Prosopis cineraria, Vachellia tortilis e alcune specie di fico, specialmente Ficus cordata. Sulle pendici più in alto si trovano Euphorbia larica associata a Vachellia tortilis, V. gerrardii e Periploca aphylla. Tra i 1100 e i 2500 m si sviluppa una vegetazione di tipo boschivo con Olea europaea, Sideroxylon mascatense e Dodonaea viscosa. A quote più elevate, tra i 2100 e i 3000 m, nella parte centrale dei Monti Al Hajar, si trovano i grandi ginepri (Juniperus excelsa) che formano boscaglie aperte, spesso assieme ad alberi di Olea europaea.

## Fauna

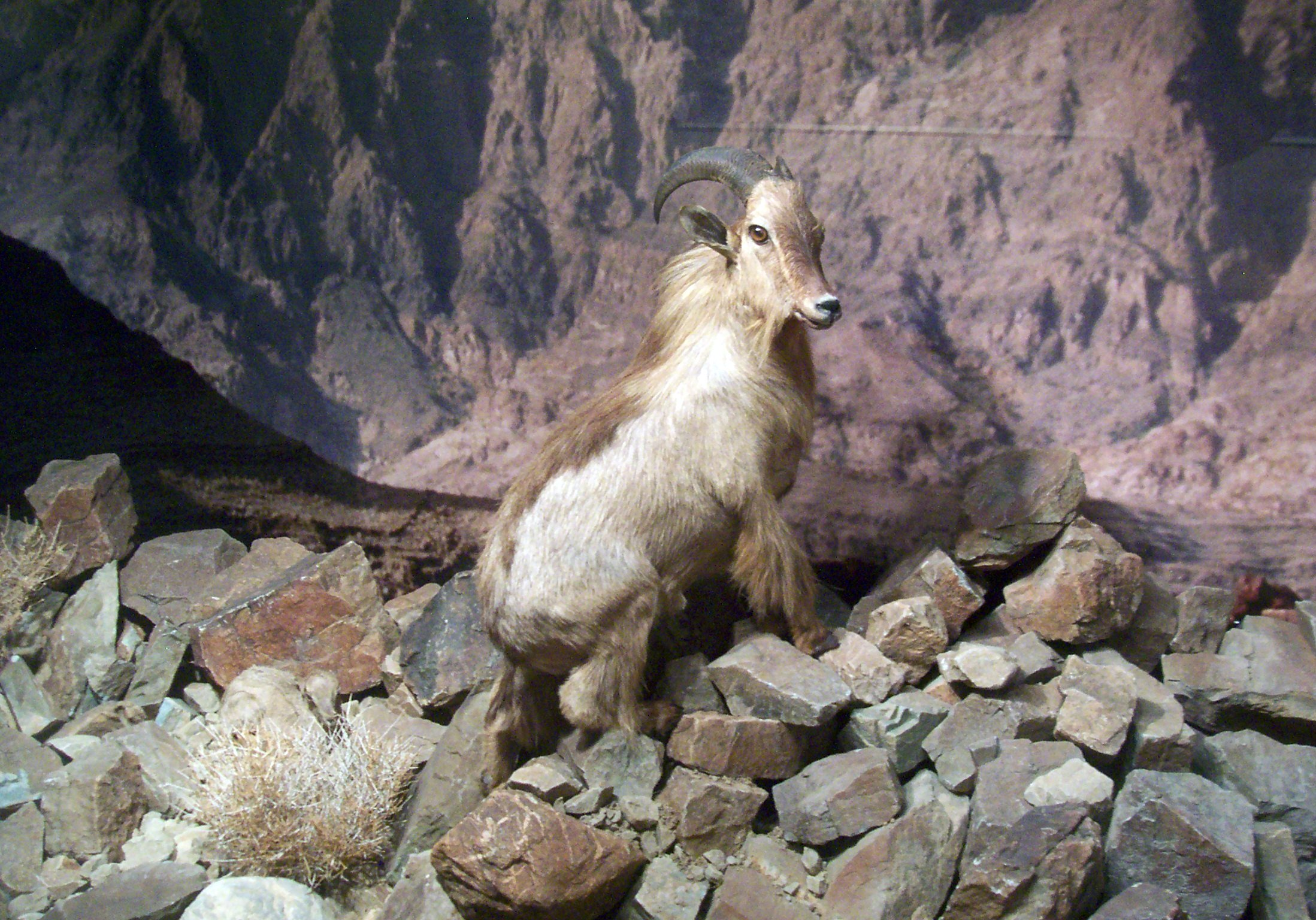
Tahr dell'Arabia (Arabitragus jayakari)

Fra i mammiferi le specie degne di nota includono il tahr dell'Arabia (Hemitragus jayakari), la gazzella d'Arabia (Gazella arabica), lo stambecco della Nubia (Capra nubiana), la iena striata (Hyaena hyaena), il gatto selvatico (Felis lybica) e il leopardo (Panthera pardus).
Fra gli uccelli le specie più rappresentative includono il bulbul occhiali bianchi (Pycnonotus xanthopygos), la prinia gracile (Prinia gracilis), il luì bruno (Phylloscopus umbrovirens), il fanello dello Yemen (Linaria yemenensis), il pigliamosche del Gambaga (Muscicapa gambagae), la pernice d'Arabia (Alectoris melanocephala) e il nibbio bruno (Milvus migrans).

## Conservazione
Lo stato di conservazione della regione è considerato vulnerabile. Le principali minacce includono l'eccessivo pascolo del bestiame, la deforestazione, l'uso di veicoli fuoristrada sulla pianura costiera e in montagna e la crescita della popolazione umana.
Nella regione vi sono comunque alcune aree protette:
- Parco nazionale dell'Asir in Arabia Saudita;
- Riserva di Raydah in Arabia Saudita;
- Riserva di Jabal Shada in Arabia Saudita;
- Riserva naturale di Jebel Samhan in Oman;
- Riserva della montagna di Hatta negli Emirati Arabi (Dubai).
- Riserva naturale Al Jabal Al AKhdar in Oman.